# Cantone di Loué
Il Cantone di Loué è una divisione amministrativa degli arrondissement di La Flèche e di Mamers.
A seguito della riforma complessiva dei cantoni del 2014 è passato da 14 a 44 comuni.

## Composizione
Prima della riforma del 2014 comprendeva i comuni di:
- Amné
- Auvers-sous-Montfaucon
- Brains-sur-Gée
- Chassillé
- Chemiré-en-Charnie
- Coulans-sur-Gée
- Crannes-en-Champagne
- Épineu-le-Chevreuil
- Joué-en-Charnie
- Longnes
- Loué
- Saint-Denis-d'Orques
- Tassillé
- Vallon-sur-Gée

Dal 2015 comprende i comuni di:
- Amné
- Auvers-sous-Montfaucon
- Avessé
- Bernay-en-Champagne
- Brains-sur-Gée
- Brûlon
- Chantenay-Villedieu
- La Chapelle-Saint-Fray
- Chassillé
- Chemiré-en-Charnie
- Chevillé
- Conlie
- Coulans-sur-Gée
- Crannes-en-Champagne
- Cures
- Degré
- Domfront-en-Champagne
- Épineu-le-Chevreuil
- Fontenay-sur-Vègre
- Joué-en-Charnie
- Lavardin
- Longnes
- Loué
- Maigné
- Mareil-en-Champagne
- Mézières-sous-Lavardin
- Neuvillalais
- Neuvy-en-Champagne
- Noyen-sur-Sarthe
- Pirmil
- Poillé-sur-Vègre
- La Quinte
- Ruillé-en-Champagne
- Saint-Christophe-en-Champagne
- Saint-Denis-d'Orques
- Saint-Ouen-en-Champagne
- Saint-Pierre-des-Bois
- Saint-Symphorien
- Sainte-Sabine-sur-Longève
- Tassé
- Tassillé
- Tennie
- Vallon-sur-Gée
- Viré-en-Champagne